# Sogny-en-l'Angle
Sogny-en-l'Angle és un municipi francès, situat al departament del Marne i a la regió del Gran Est. L'any 2007 tenia 45 habitants.

## Demografia

### Població
El 2007 la població de fet de Sogny-en-l'Angle era de 45 persones. Hi havia 24 famílies, de les quals 8 eren unipersonals (8 dones vivint soles i 8 dones vivint soles), 8 parelles sense fills, 4 parelles amb fills i 4 famílies monoparentals amb fills.
La població ha evolucionat segons el següent gràfic:
Habitants censats

### Habitatges
El 2007 hi havia 27 habitatges, 24 eren l'habitatge principal de la família i 3 estaven desocupats. 24 eren cases i 2 eren apartaments. Dels 24 habitatges principals, 19 estaven ocupats pels seus propietaris i 5 estaven llogats i ocupats pels llogaters; 3 tenien tres cambres, 9 en tenien quatre i 11 en tenien cinc o més. 18 habitatges disposaven pel capbaix d'una plaça de pàrquing. A 10 habitatges hi havia un automòbil i a 10 n'hi havia dos o més.

### Piràmide de població
La piràmide de població per edats i sexe el 2009 era:
| Homes | Edats   | Dones |
| ----- | ------- | ----- |
| 0     | 95 o +  | 0     |
| 0     | 90 a 94 | 0     |
| 0     | 85 a 89 | 0     |
| 0     | 80 a 84 | 0     |
| 4     | 75 a 79 | 12    |
| 0     | 70 a 74 | 4     |
| 0     | 65 a 69 | 0     |
| 0     | 60 a 64 | 0     |
| 0     | 55 a 59 | 0     |
| 4     | 50 a 54 | 8     |
| 4     | 45 a 49 | 4     |
| 0     | 40 a 44 | 0     |
| 0     | 35 a 39 | 0     |
| 0     | 30 a 34 | 0     |
| 0     | 25 a 29 | 0     |
| 0     | 20 a 24 | 0     |
| 8     | 15 a 19 | 0     |
| 0     | 10 a 14 | 4     |
| 0     | 5 a 9   | 0     |
| 0     | 0 a 4   | 0     |

## Economia
El 2007 la població en edat de treballar era de 28 persones, 24 eren actives i 4 eren inactives. Les 24 persones actives estaven ocupades(14 homes i 10 dones).. De les 4 persones inactives 3 estaven jubilades i 1 estava classificada com a «altres inactius».
Activitats econòmiques
Dels 3 establiments que hi havia el 2007, 1 era d'una empresa de construcció, 1 d'una empresa de transport i 1 d'una empresa de serveis.
L'únic servei als particulars que hi havia el 2009 era una lampisteria.
L'any 2000 a Sogny-en-l'Angle hi havia 4 explotacions agrícoles que ocupaven un total de 608 hectàrees.

## Poblacions més properes
El següent diagrama mostra les poblacions més properes.